# Vladimir Vinek
Vladimir Vinek (serb. Владимир Винек, ur. 3 grudnia 1897 w Kašinie, zm. 1945 w Leopoglavie) – jugosłowiański piłkarz narodowości chorwackiej występujący na pozycji napastnika, reprezentant Królestwa SHS w latach 1922–1924, olimpijczyk.

## Kariera klubowa
W trakcie swojej kariery piłkarskiej występował w klubach z rodzinnego Zagrzebia: HAŠK Zagrzeb, Građanskim Zagrzeb oraz HŠK Concordii, gdzie grywał głównie na pozycji lewego napastnika. W sezonach 1920/21 oraz 1921/22 jako piłkarz HAŠK wygrał rozgrywki o mistrzostwo Zagrzebia.

## Kariera reprezentacyjna
8 czerwca 1922 zadebiutował w reprezentacji Królestwa SHS w przegranym 1:2 meczu towarzyskim przeciwko Rumunii w Belgradzie. W październiku tego samego roku zdobył pierwszą bramkę w drużynie narodowej w spotkaniu przeciwko Polsce (1:3). W 1924 roku został powołany na Igrzyska Olimpijskie w Paryżu. Na turnieju tym wystąpił w przegranym 0:7 meczu I rundy z Urugwajem, po którym Królestwo SHS odpadło z dalszej rywalizacji. Ogółem w latach 1922–1924 zaliczył w reprezentacji 6 spotkań w których strzelił 3 gole.

### Bramki w reprezentacji
| LP | Data                | Miejsce                 | Przeciwnik | Bramka | Rezultat | Ranga meczu     |
| -- | ------------------- | ----------------------- | ---------- | ------ | -------- | --------------- |
| 1. | 1 października 1922 | Stadion HAŠK, Zagrzeb   | Polska     | 1:1    | 1:3      | Mecz towarzyski |
| 2. | 10 czerwca 1923     | Stadion FSSR, Bukareszt | Rumunia    | 1:0    | 2:1      | Mecz towarzyski |
| 3. | 10 czerwca 1923     | Stadion FSSR, Bukareszt | Rumunia    | 2:0    | 2:1      | Mecz towarzyski |